# George Bello
George Oluwaseun Bello (Abuja, 22 gennaio 2002) è un calciatore statunitense, difensore del LASK.

## Biografia
Nato ad Abuja, in Nigeria, la sua famiglia si trasferisce a Douglasville quando aveva un anno di età.

## Carriera

### Club
Il 17 giugno 2017 George Bello firma il suo primo contratto da professionista con l'Atlanta United. Inizialmente viene girato alla squadra riserve, l'Atlanta United 2, con i quali esordisce il 31 marzo 2018 in USL partendo da titolare e giocando l'intera partita. Il 2 settembre dello stesso anno esordisce in MLS; subentra al 76º minuto nel match contro il D.C. United. Il 6 ottobre, partito da titolare, realizza la prima rete da professionista al diciassettesimo minuto contro il N.E. Revolution, match poi vinto per 2-1. Termina la prima stagione con tre presenze ed una rete. La stagione successiva, a causa di un infortunio, vede Bello disputare solo una partita con la prima squadra, esordendo in Champions League, e soltanto 12 partite con l'Atlanta 2. Nella stagione successiva trova maggiore continuità venendo impiegato costantemente, difatti termina la stagione con 20 presenze ed una rete in campionato.
Il 31 gennaio 2022 viene acquistato dall'Arminia Bielefeld. Con il club tedesco è rimasto per due stagioni, giocando il primo anno in Bundesliga in cui ha sommato dieci presenze; retrocesso a fine stagione, l'anno seguente ha giocato 23 partite nella cadetteria tedesca. Complessivamente, in due anni ha disputato 35 partite tra campionato e coppa nazionale.
Il 14 luglio 2023 viene acquistato dal LASK.

### Nazionale
Ha giocato nelle nazionali giovanili statunitensi Under-15 ed Under-17.
Il 1º febbraio 2021 esordisce con la nazionale maggiore statunitense subentrando al 64º minuto di gioco nell'amichevole disputata contro il Trinidad e Tobago.

## Statistiche

### Presenze e reti nei club
Statistiche aggiornate al 16 febbraio 2025.
| Stagione                 | Squadra                  | Campionato               | Campionato | Campionato | Coppe nazionali | Coppe nazionali | Coppe nazionali | Coppe continentali | Coppe continentali | Coppe continentali | Altre coppe | Altre coppe | Altre coppe | Totale | Totale |
| Stagione                 | Squadra                  | Comp                     | Pres       | Reti       | Comp            | Pres            | Reti            | Comp               | Pres               | Reti               | Comp        | Pres        | Reti        | Pres   | Reti   |
| ------------------------ | ------------------------ | ------------------------ | ---------- | ---------- | --------------- | --------------- | --------------- | ------------------ | ------------------ | ------------------ | ----------- | ----------- | ----------- | ------ | ------ |
| 2018                     | Atlanta United           | MLS                      | 3          | 1          | USOC            | 0               | 0               |                    | -                  | -                  |             | -           | -           | 3      | 1      |
| 2019                     | Atlanta United           | MLS                      | 0          | 0          | USOC            | 0               | 0               | CCL                | 1                  | 0                  |             | -           | -           | 1      | 0      |
| 2020                     | Atlanta United           | MLS                      | 20         | 1          |                 | -               | -               | CCL                | 1                  | 0                  |             | -           | -           | 21     | 1      |
| 2021                     | Atlanta United           | MLS                      | 29+1       | 1+0        |                 | -               | -               | CCL                | 4                  | 0                  |             | -           | -           | 34     | 1      |
| Totale Atlanta United    | Totale Atlanta United    | Totale Atlanta United    | 53         | 3          |                 | 0               | 0               |                    | 6                  | 0                  | -           | -           | -           | 59     | 3      |
| gen.-giu. 2022           | Arminia Bielefeld        | BL                       | 10         | 0          | CG              | -               | -               |                    | -                  | -                  |             | -           | -           | 10     | 0      |
| 2022-2023                | Arminia Bielefeld        | BL                       | 21+2       | 0          | CG              | 2               | 0               |                    | -                  | -                  |             | -           | -           | 25     | 0      |
| Totale Arminia Bielefeld | Totale Arminia Bielefeld | Totale Arminia Bielefeld | 33         | 0          |                 | 2               | 0               |                    | -                  | -                  | -           | -           | -           | 35     | 0      |
| 2023-2024                | LASK                     | BL                       | 24         | 0          | CA              | 3               | 0               | UEL                | 6                  | 0                  | -           | -           | -           | 33     | 0      |
| 2024-2025                | LASK                     | BL                       | 18         | 0          | CA              | 4               | 1               | UEL+UCL            | 2+6                | 0                  | -           | -           | -           | 30     | 1      |
| Totale LASK              | Totale LASK              | Totale LASK              | 42         | 0          |                 | 7               | 1               |                    | 14                 | 0                  | -           | -           | -           | 63     | 1      |
| Totale carriera          | Totale carriera          | Totale carriera          | 128        | 3          |                 | 9               | 1               |                    | 20                 | 0                  | -           | -           | -           | 167    | 4      |

### Cronologia presenze e reti in nazionale
| Cronologia completa delle presenze e delle reti in nazionale ― Stati Uniti | Cronologia completa delle presenze e delle reti in nazionale ― Stati Uniti | Cronologia completa delle presenze e delle reti in nazionale ― Stati Uniti | Cronologia completa delle presenze e delle reti in nazionale ― Stati Uniti | Cronologia completa delle presenze e delle reti in nazionale ― Stati Uniti | Cronologia completa delle presenze e delle reti in nazionale ― Stati Uniti | Cronologia completa delle presenze e delle reti in nazionale ― Stati Uniti | Cronologia completa delle presenze e delle reti in nazionale ― Stati Uniti |
| Data                                                                       | Città                                                                      | In casa                                                                    | Risultato                                                                  | Ospiti                                                                     | Competizione                                                               | Reti                                                                       | Note                                                                       |
| -------------------------------------------------------------------------- | -------------------------------------------------------------------------- | -------------------------------------------------------------------------- | -------------------------------------------------------------------------- | -------------------------------------------------------------------------- | -------------------------------------------------------------------------- | -------------------------------------------------------------------------- | -------------------------------------------------------------------------- |
| 1-2-2021                                                                   | Orlando                                                                    | Stati Uniti                                                                | 7 – 0                                                                      | Trinidad e Tobago                                                          | Amichevole                                                                 | -                                                                          | 64’                                                                        |
| 15-7-2021                                                                  | Kansas City                                                                | Martinica                                                                  | 1 – 6                                                                      | Stati Uniti                                                                | Gold Cup 2021 - 1º turno                                                   | -                                                                          |                                                                            |
| 1-8-2021                                                                   | Paradise                                                                   | Stati Uniti                                                                | 1 – 0 dts                                                                  | Messico                                                                    | Gold Cup 2021 - Finale                                                     | -                                                                          |                                                                            |
| 8-9-2021                                                                   | San Pedro Sula                                                             | Honduras                                                                   | 1 – 4                                                                      | Stati Uniti                                                                | Qual. Mondiali 2022                                                        | -                                                                          | 46’                                                                        |
| 10-10-2021                                                                 | Panama                                                                     | Panama                                                                     | 1 – 0                                                                      | Stati Uniti                                                                | Qual. Mondiali 2022                                                        | -                                                                          |                                                                            |
| 18-12-2021                                                                 | Los Angeles                                                                | Stati Uniti                                                                | 1 – 0                                                                      | Bosnia ed Erzegovina                                                       | Amichevole                                                                 | -                                                                          | 84’                                                                        |
| 11-6-2022                                                                  | Austin                                                                     | Stati Uniti                                                                | 5 – 0                                                                      | Grenada                                                                    | CONCACAF Nations League 2022-2023 - 1º turno                               | -                                                                          | 60’                                                                        |
| Totale                                                                     |                                                                            | Presenze                                                                   | 7                                                                          |                                                                            | Reti                                                                       | 0                                                                          |                                                                            |

## Palmarès

### Club

#### Competizioni nazionali
- Campionato MLS: 1

Atlanta United: 2018
- Lamar Hunt U.S. Open Cup: 1

Atlanta United: 2019

### Nazionale
- Gold Cup: 1

Stati Uniti 2021